# A&O Hotels and Hostels
A&O Hotels and Hostels GmbH is een keten van hostels die gevestigd is in Berlijn en die zich richt op jonge reizigers en rugzaktoeristen, met een aanbod van goedkope gedeelde groepsruimtes en hotelkamers voor twee. De hostels zijn doorgaans centraal gelegen, in de nabijheid van treinstations. A&O heeft 40 dochterondernemingen in negen landen, waardoor het de grootste private hostelketen in Europa is. In 2019 noteerde de groep 5 miljoen overnachtingen en realiseerde het een omzet van 165 miljoen euro.

## Geschiedenis
Oprichter Olivier Winter speelde in de late jaren 90 met het idee om een hostel te openen na verschillende keren op rondreis door Europa te zijn getrokken. Er waren toen nog maar weinig hostels in de stedelijke gebieden in Duitsland; de meeste waren gelegen in buitenwijken of op het platteland en werden uitgebaat door de Duitse jeugdherbergorganisatie (DJH). Deze waren echter niet toegankelijk voor buitenlandse reizigers, omdat alleen leden van de organisatie er konden verblijven.
In het jaar 2000 openden Winter en zijn huisbaas Michael Kluge de allereerste A&O Hostel in Berlijn-Friedrichshain met 164 bedden. Na een jaar verdubbelden ze het aantal bedden, en in respectievelijk 2002 en 2004 openden ze twee nieuwe jeugdherbergen in Berlijn. In 2005 opende het bedrijf zijn eerste locaties buiten Berlijn, namelijk in Praag, Hamburg en München. Sindsdien richtte het bedrijf jaarlijks verschillende dochterbedrijven op, waarvan de meeste in Duitsland, maar ook in andere buurlanden.
In 2009 haalde het bedrijf de krantenkoppen door een bijna 5 jaar durende rechtszaak te winnen tegen DJH, de Duitse jeugdherbergorganisatie. In 2005 beschuldigde DJH A&O ervan illegaal het woord ‘Jugendherberge’, het Duitse equivalent van jeugdherberg, te gebruiken aangezien de DJH de term als handelsmerk registreerde in 1998. A&O protesteerde en wilde dat het handelsmerk niet langer beschermd werd aangezien de term ‘Jugendherberge’ simpelweg té gebruikelijk is. In 2009 gaf het Duitse octrooigerecht A&O gelijk en werd er beslist dat ‘Jugendherberge’ uit het merkenregister geschrapt moest worden.
In 2017 kwamen het merendeel van de aandelen van het bedrijf in handen van de investeringsmaatschappij TPG Capital.

## Uitbreidingsplannen
Sinds A&O werd overgenomen door TPG, werd het bedrijf massaal versterkt in zijn uitbreidingsplannen. Het bedrijf publiceerde een lijst van 25 steden in Europa, waar er in de nabije toekomst nieuwe hostels zullen worden geopend. Naast negen locaties in de kernmarkten van A&O, namelijk Duitsland en Oostenrijk, bevat de lijst ook steden in Ierland, Schotland, Engeland, Nederland, Frankrijk, Spanje, Portugal, Italië, Hongarije, Polen, Zweden en Zwitserland.

## Lijst met hotels

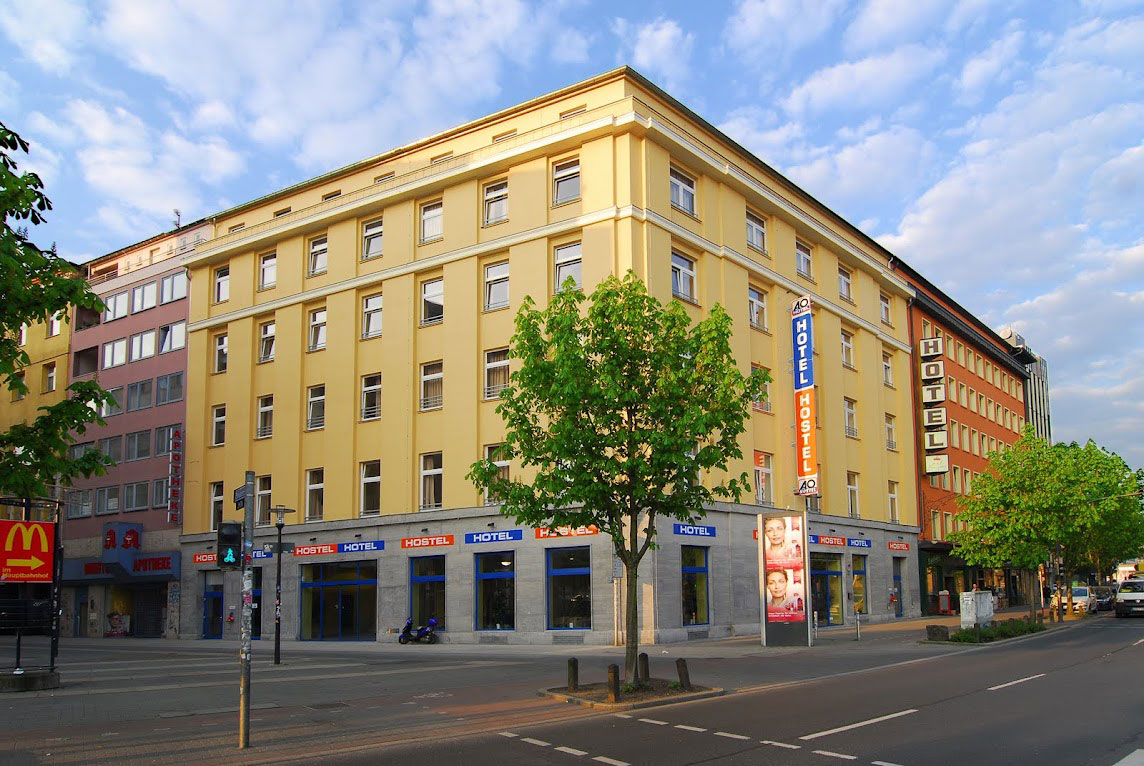
A&O Hostel Dortmund Hauptbahnhof

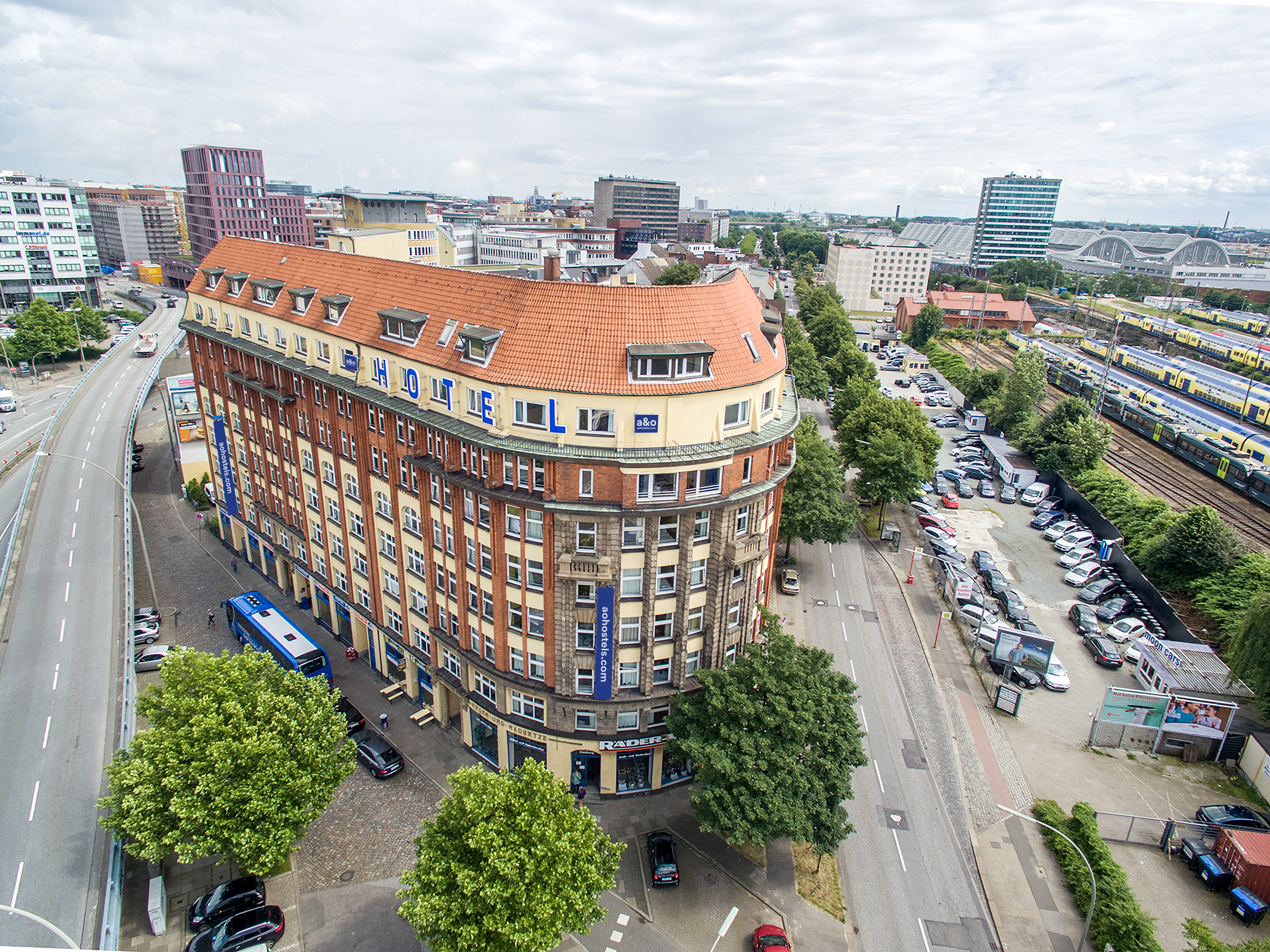
A&O Hostel Hamburg Hauptbahnhof

| Naam                          | Land                | Geopend    |
| ----------------------------- | ------------------- | ---------- |
| Berlin Friedrichshain         | Duitsland           | 2000       |
| Berlin Zoo                    | Duitsland           | 2002–2012  |
| Berlin Mitte                  | Duitsland           | 2004       |
| Praag Holešovice (franchise)  | Tsjechië            | 2005–2012  |
| München Hauptbahnhof          | Duitsland           | 2005       |
| Hamburg Hammer Kirche         | Duitsland           | 2005       |
| München Hackerbrücke          | Duitsland           | 2006       |
| Hamburg Hauptbahnhof          | Duitsland           | 2007       |
| Dresden Hauptbahnhof          | Duitsland           | 2007       |
| Leipzig Hauptbahnhof          | Duitsland           | 2008       |
| Wenen Stadthalle              | Oostenrijk          | 2008       |
| Hamburg Reeperbahn            | Duitsland           | 2009       |
| Düsseldorf Hauptbahnhof       | Duitsland           | 2009       |
| Keulen Neumarkt               | Duitsland           | 2009       |
| Berlin Hauptbahnhof           | Duitsland           | 2010       |
| Keulen Dom                    | Duitsland           | 2011       |
| Neurenberg Hauptbahnhof       | Duitsland           | 2011       |
| Dortmund Hauptbahnhof         | Duitsland           | 2011       |
| Hamburg City                  | Duitsland           | 2012       |
| Praag Metro Strizkov          | Tsjechië            | 2012- 2022 |
| Karlsruhe Hauptbahnhof        | Duitsland           | 2012- 2018 |
| Graz Hauptbahnhof             | Oostenrijk          | 2013       |
| Wenen Hauptbahnhof            | Oostenrijk          | 2013       |
| Frankfurt Galluswarte (Messe) | Duitsland           | 2013       |
| Aken Hauptbahnhof             | Duitsland           | 2014       |
| Weimar                        | Duitsland           | 2014       |
| München Laim                  | Duitsland           | 2014       |
| Amsterdam Zuidoost (Bijlmer)  | Nederland           | 2015       |
| Stuttgart City                | Duitsland           | 2015       |
| Berlin Kolumbus               | Duitsland           | 2015       |
| Keulen Hauptbahnhof           | Duitsland           | 2016       |
| Praag Rhea                    | Tsjechië            | 2018       |
| Salzburg Hauptbahnhof         | Oostenrijk          | 2016       |
| Kopenhagen Nørrebro           | Denemarken          | 2017       |
| Venetië Mestre                | Italië              | 2017       |
| Bremen Hauptbahnhof           | Duitsland           | 2017       |
| Frankfurt Ostend              | Duitsland           | 2018       |
| Venetië Mestre II             | Italië              | 2019       |
| Warsaw Wola                   | Polen               | 2019       |
| Boedapest City                | Hongarije           | 2020       |
| Kopenhagen Sydhavn            | Denemarken          | 2020       |
| Edinburgh City                | Verenigd Koninkrijk | 2021       |
| Rotterdam City                | Nederland           | 2022       |